# Alta Ribagorça
Alta Ribagorça är ett grevskap, comarca, i nordvästra Katalonien, i Spanien. Alta Ribagorça är den comarca som har det lägsta invånarantalet, med endast 4 097 invånare 2013.
Huvudstaden heter Pont de Suert, med 2441 innevånare 2013. Högsta berget i området är Comaloformo (3030 meter över havet).

## Kommuner
Alta Ribagorça är uppdelat i 3 kommuner, municipis.
- Pont de Suert
- Vall de Boí
- Vilaller